# 維泰博教宗宮

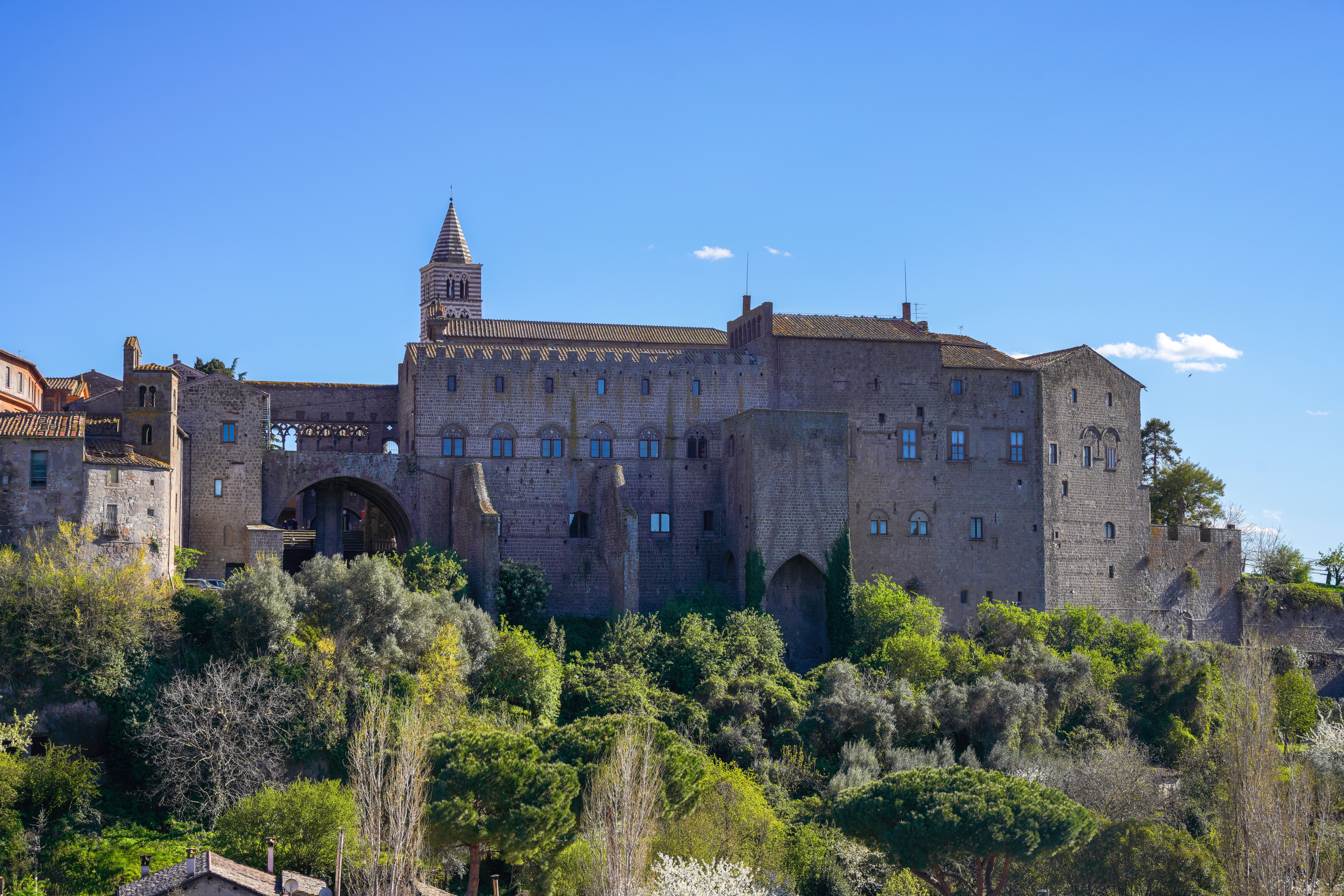
維泰博教宗宮

維泰博教宗宮（義大利語：Palazzo dei Papi）是位於義大利中部拉齊奧地區維泰博附近的一座宮殿建築，也是這座城市最重要的古蹟建築。維泰博教宗宮修建於1266年。在1257年至1281年期間，教宗曾經居住在維泰博。維泰博教宗宮內擁有精美的迴廊以及眾多極具藝術價值的裝飾，是維泰博重要的觀光景點。